# Faisceau atrio-ventriculaire
Le faisceau atrio-ventriculaire  (ou faisceau de His) est une lame mince et aplatie de cellules musculaires cardiaques spécialisées dans la conduction électrique. Il fait partie du système de conduction du cœur. Il transmet les impulsions électriques des atriums aux ventricules depuis le nœud atrio-ventriculaire, induisant la contraction des muscles cardiaques des ventricules. Il fait suite au nœud atrioventriculaire.

## Terminologie
Ce faisceau doit son ancien nom au cardiologue suisse Wilhelm His Jr., qui l'a découvert en 1893, aidé par les travaux de Walter Gaskell. 
Par extension, le "His" désigne :
- le faisceau lui-même ;
- la traduction électrique de son activité (onde H) ;
- l'exploration électrophysiologique destinée à trouver cette dernière (faire un His).

L'adjectif s'y rapportant est hissien : faisceau hissien, conduction hissienne, bloc hissien…

## Anatomie
Le faisceau atrio-ventriculaire nait du nœud atrio-ventriculaire et traverse les anneaux mitral et tricuspidien qui sépare les atriums des ventricules au niveau du septum interventriculaire.
Il mesure environ 1 centimètre de long pour 1 à 3 millimètre de diamètre. Cette structure reste indiscernable par la simple vue du muscle cardiaque.
Dans le septum interventriculaire il se divise en une branche droite et une branche gauche.
La branche droite descend le long du côté droit du septum interventriculaire pour se terminer dans le réseau de Pukinje du ventricule droit.
La branche gauche descend le long du côté gauche du septum interventriculaire où il se subdivise en faisceaux antérieur, intermédiaire et postérieur. Ces faisceaux se termine dans le réseau de Pukinje du ventricule gauche.

## Vascularisation
Le faisceau atrio-ventriculaire reçoit une double vascularisation par le rameau du nœud atrio-ventriculaire de l'artère coronaire droite et par le rameau interventriculaire septal de l'artère coronaire droite.

Schéma de l'activation électrique du cœur et tracé E.C.G correspondant

## Physiologie
La contraction de la cellule musculaire est provoquée par une dépolarisation électrique (inversion de la polarité électrique de la membrane cellulaire par un système d'ouverture et de fermeture de canaux permettant l'entrée et la sortie de certains ions). Cette dépolarisation naît du nœud sino-atrial, se propage de proche en proche dans les atria avant de parvenir au nœud atrioventriculaire puis au faisceau de His qui permet de transmettre en le retardant l'influx électrique aux ventricules grâce au réseau de Purkinje.

## Exploration
La dépolarisation du His est de trop faible amplitude pour être détectée par un électrocardiogramme. Sa détection nécessite de monter une sonde directement à son contact au cours d'une exploration électrophysiologique : une ponction d'une grosse veine (le plus souvent veine fémorale) sous anesthésie locale permet de monter une sonde  sous contrôle radiographique et de positionner son extrémité au niveau de l'orifice tricuspidien, entre l'atrium droite et ventricule droit. L'enregistrement montre alors la présence d'une onde H située entre l'onde A de la dépolarisation des atria et l'onde V de la dépolarisation des ventricules. On peut alors mesurer le temps AH (de l'onde A à l'onde H) et HV (de l'onde H à l'onde V).

## Pathologie
Voir aussi article troubles de la conduction cardiaque.
Une lésion du faisceau de His peut se traduire par un bloc atrio-ventriculaire plus ou moins complet : le cœur est lent (bradycardie) et le patient peut faire une lipothymie (simple malaise) ou une syncope (perte de connaissance brutale). Elle peut également se manifester par une fatigue, un essoufflement à l'effort. Le bloc peut être permanent ou paroxystique. L'ECG est caractéristique dans le premier cas mais peut être normal dans le second cas. On complète l'exploration par un Holter cardiaque (enregistrement de l'ECG pendant 24h), et si besoin par une exploration électrophysiologique. Cette dernière permet de distinguer le bloc supra hissien avec un HV normal et un AH augmenté, par lésion haute du faisceau de His. Ce type de bloc est peu dangereux car le cœur ne se ralentit jamais beaucoup. Au contraire, en cas de bloc infra-hissien (HV prolongé), le cœur peut faire de grandes pauses conduisant à des syncopes.
Dans certains cas, il existe d'autres voies de conduction inter atrio ventriculaire : faisceau de Kent, faisceau de Maheim, conduisant à des accès de tachycardies (cœur trop rapide) et dont l'évaluation doit être faite dans un service spécialisé.